# 蒙古縱貫鐵路
蒙古纵贯铁路（羅馬化：Trans-Mongolyn Tömör zam）是一条由俄罗斯乌兰乌德经蒙古国乌兰巴托至中国乌兰察布铁路线的统称，是连接俄蒙中三国最重要的铁路干线。该铁路由西伯利亚铁路的乌兰乌德站引出，纵贯蒙古国，沿线的苏赫巴托尔、达尔汗、乌兰巴托、赛音山达、扎门乌德等城市是蒙古国重要的政治、经济中心和军事要地，并在二连站（边检及换轮站）与中国内蒙古接轨，经集二铁路延续至集宁南站。该铁路线于1949年至1961年间建成，大部分位于蒙古国境内，其中俄罗斯及蒙古国路段为单线、宽轨，轨距为1520毫米，内燃机车牵引，非自动闭塞，每昼夜列车单向通过能力为13列，年货运能力为620万吨。中国路段则为复线、准轨，轨距为1435毫米，故國際列車需要更換底盤車輪組。其主要支线通往铜、钼矿工业中心额尔登特和巴彦诺尔。蒙古纵贯铁路通常会与西伯利亚铁路混淆，但后者并不经过蒙古国，而是由蒙古纵贯铁路在俄罗斯乌兰乌德接轨通向海参崴或莫斯科。

## 历史

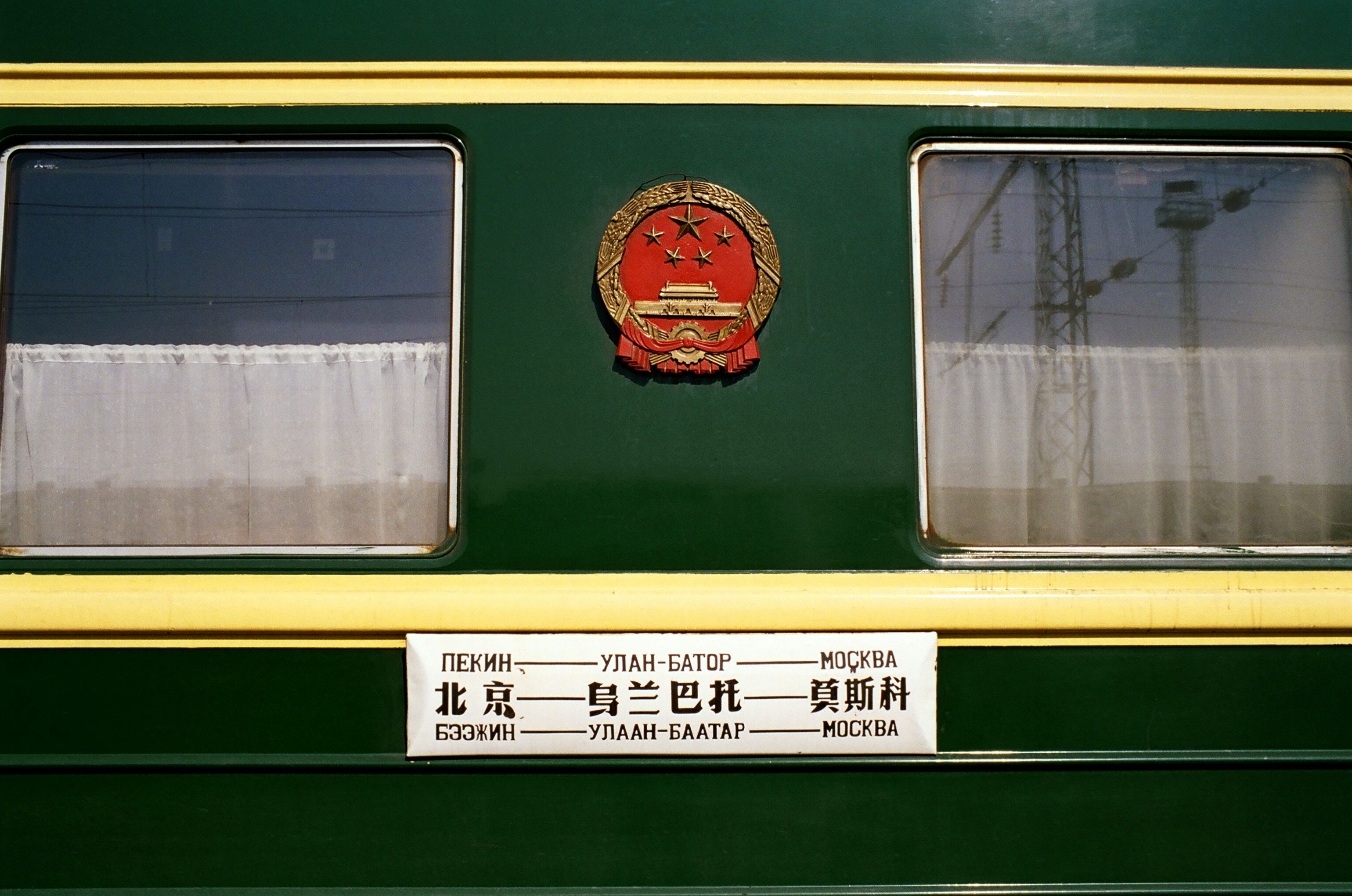
北京-烏蘭巴托-莫斯科

蒙古国铁路的发展起步较晚。其首条铁路线是首都乌兰巴托至纳来哈煤矿的43公里窄轨铁路，于1938年投入使用。同年苏联也兴建了一条236公里的货运支线，由西伯利亚铁路的博尔贾至蒙古国东北部乔巴山附近的巴彦图们，虽然该线路已连接到西伯利亚铁路，但仅作为货运及军事战略用途，并在1956年停用。蒙古纵贯铁路始建于1947年，1950年由北部苏蒙国境通车乌兰巴托，1955年通车至中蒙边境。
中国路段的集二铁路始建于1953年，并于1954年完成铺轨，是北京-乌兰巴托-莫斯科国际联运干线的重要组成部分，比北京-哈尔滨-满洲里-莫斯科的国际联运干线距离缩短1141公里。根据中国大陆、蒙古人民共和国、苏联三方协定，集二铁路将采用与苏联一样的1524毫米的宽轨标准，并在集宁南站设换轮厂。轨距拨宽改造工程于1955年完工正式交付运营，全线采用右向行车，是当时中国境内唯一一条右向行车的铁路线。但在1960年代中蘇交惡，為防止蘇聯利用鐵路越過國境進行「突擊」，1965年10月，中國大陸將集二铁路全線改為標準軌距，而換輪厂也隨之遷到二连站。

## 运营
由于蒙古国公路、水路、航空运输系统不完善，蒙古铁路（Mongolyn Tömör Zam）承担了蒙古国境内80%的货运及30%的客运业务，由于蒙古国地广人稀，铁路的主要部分途经山地，这些位于海拔600至1700米，造成了线路多急弯和陡坡，因此限制了列车的运行速度和载重量。蒙古货运列车的平均时速为75公里，载重量为2800至3400吨，运载一般采用双机牵引，即在列车前部使用两辆机车。在蒙古国1990年“新民主主义革命”（政府放棄共產主義）后，受到经济衰退的影响，其货运量减少了一半左右，到2005年才几乎恢复到原先的水平。2001年客运量达到410万人次，然而陈旧慢速的线路设施对客运量的增长造成了阻碍。
蒙古国铁路采用1520毫米的宽轨轨距，而中国铁路则采用1435毫米的標準軌轨距，因此通过两国之间的列车必须在边境更换其转向架。每节车厢会在换轮厂被依次抬起更换转向架，再结合海关控制和边境检查，整个过程需要数小时。中国境内集二铁路由呼和浩特铁路局管理运营。

## 图片

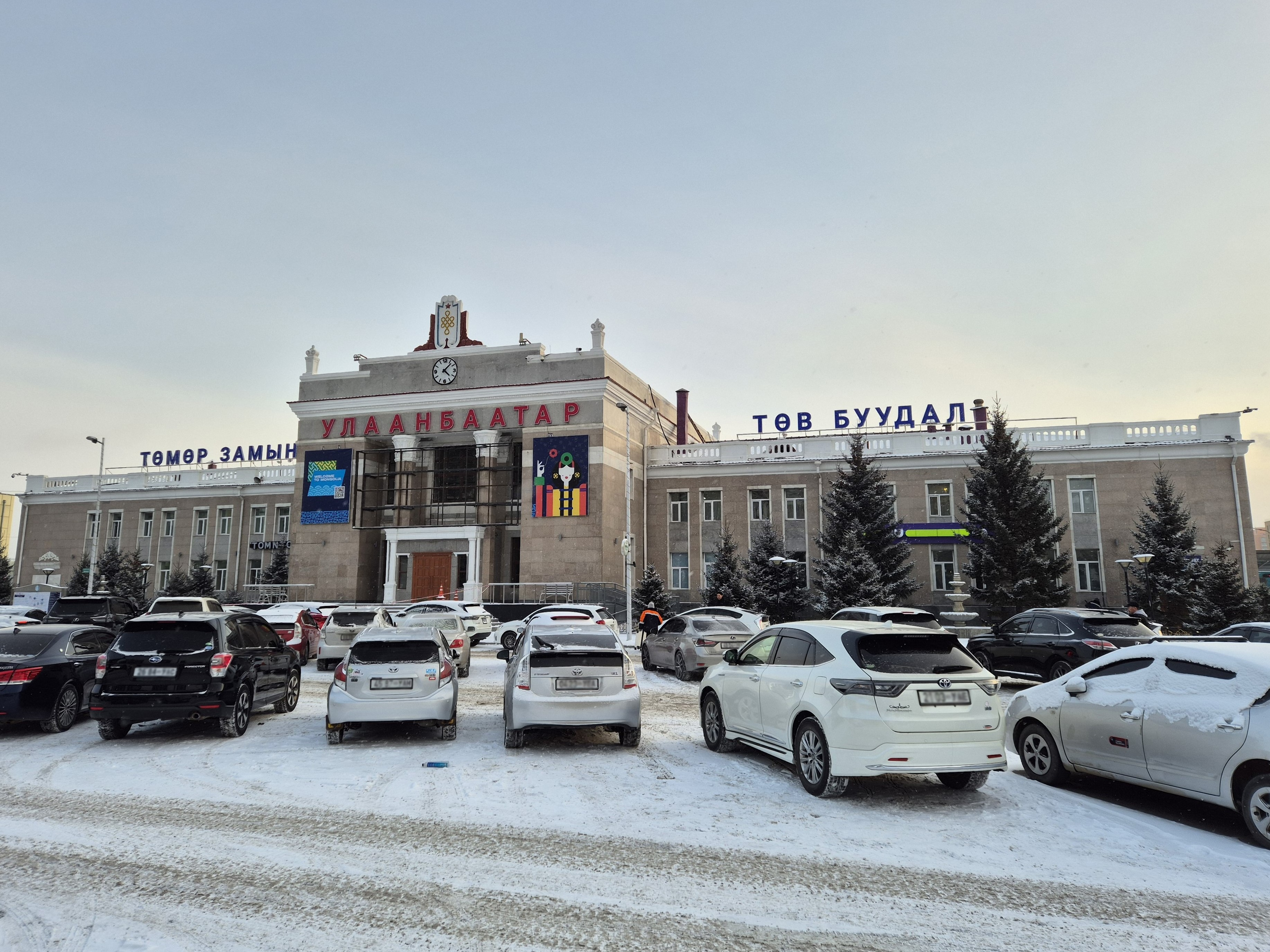
乌兰巴托站
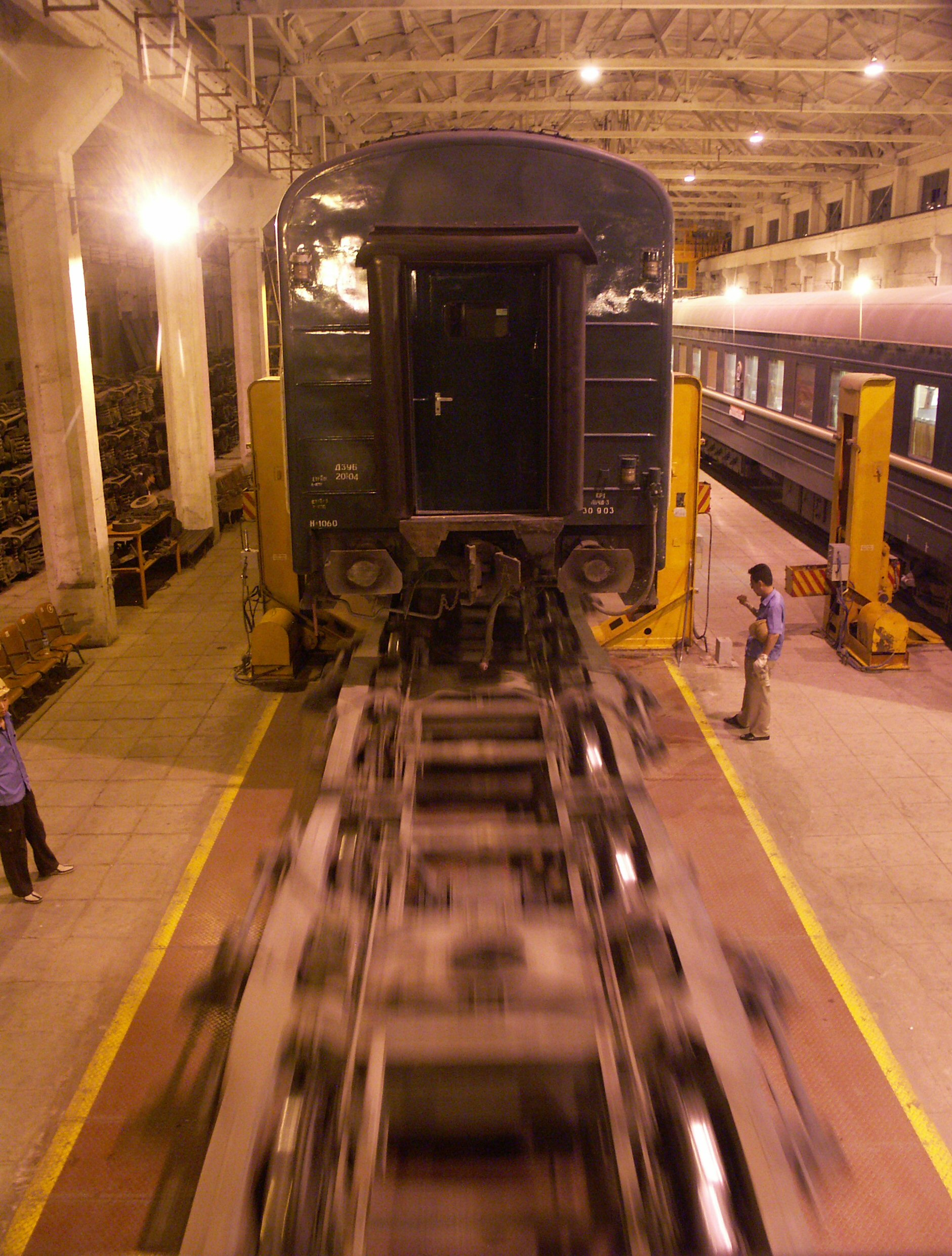
过境蒙古国与中国之间的列车需要在换轮厂抬起更换转向架
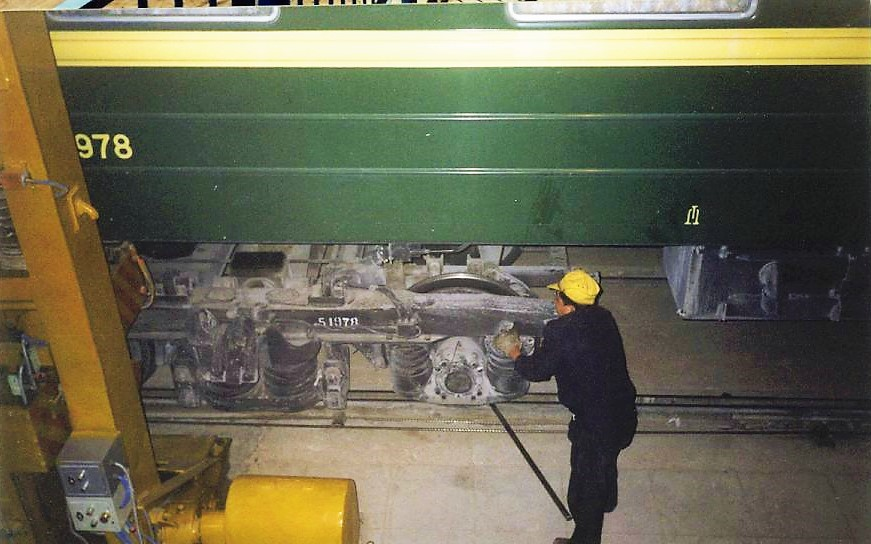
正在二连换轮厂进行更换转向架作业的列车
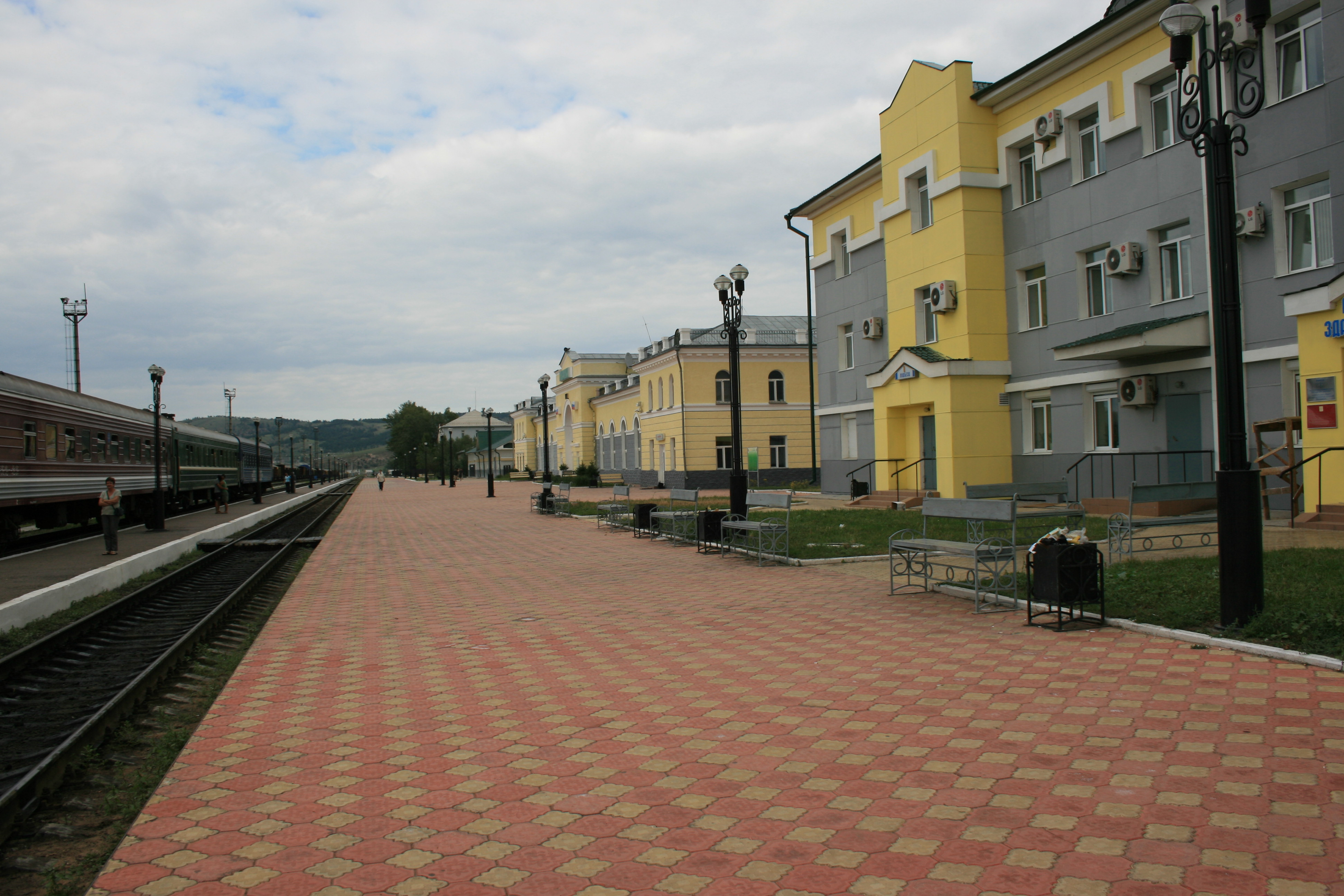
俄罗斯边境纳乌什基站（俄语：Наушки (станция)）
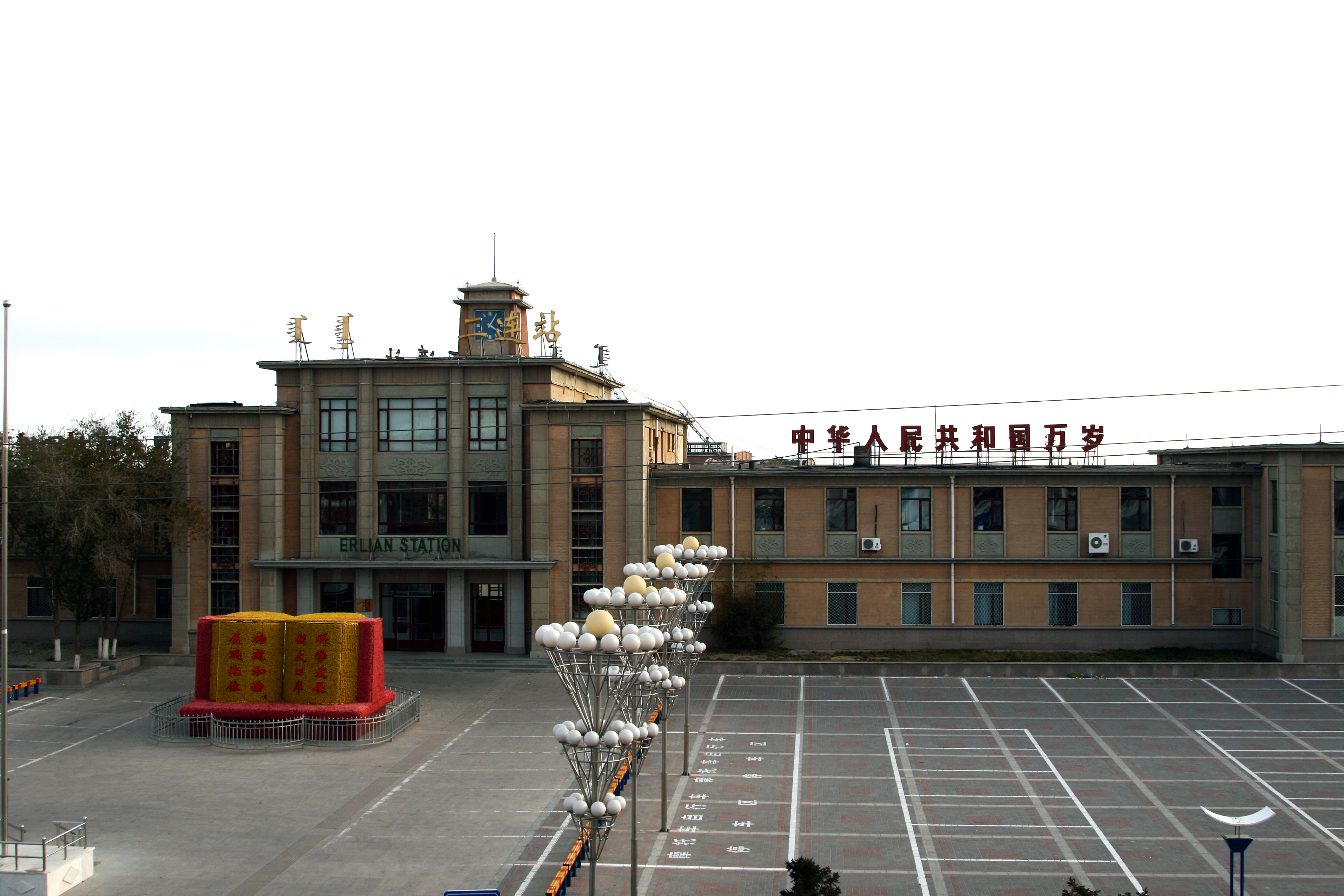
中国边境二连站

### 引用
1. ↑  高莎莉：《蒙古国铁路的发展》，载《综合运输》1996年08期，第36页。
2. ↑  （英文）Mongolia - Tourism （页面存档备份，存于）

### 书籍
- Thomas, Bryn. . Trailblazer. 2001. ISBN 1-873756-42-9 （英语）.
- （英文） Omrani, Bijan. Asia Overland: Tales of Travel on the Trans-Siberian and Silk Road （页面存档备份，存于） Odyssey Publications, 2010 ISBN 9-6221-7811-1